# Michael Smurfit
Sir Michael William Joseph Smurfit, KBE (* 7. August 1936 in St Helens) ist ein  irischer Unternehmer. In der Liste der reichsten Iren der Irish Independent von 2010 steht er mit einem Vermögen von 368 Millionen Euro auf dem 25. Platz.

## Werdegang
Smurfit beendete seine Schullaufbahn am Clongowes Wood College im County Kildare, Irland, im Alter von 16 Jahren. 1955 schloss er sich der Firma seines Vaters, der Jefferson Smurfit & Sons Ltd an. 1967 wurde er dort Co-Geschäftsführer und zwei Jahre später stellvertretender Vorsitzender. Im Jahr 1977 übernahm er als CEO die Geschäftsführung und übte sie bis zu seiner Pensionierung im November 2002 aus.

## Unternehmerisches Wirken
Während seiner Amtszeit an der Spitze der Jefferson Smurfit Group führte Smurfit die frühe Expansion des Unternehmens in Irland und Großbritannien. Es folgte eine Serie von Unternehmenskäufen in den Vereinigten Staaten, Lateinamerika und Großbritannien, mit der Smurfit das erste international bedeutsame Unternehmen Irlands und einen der weltweit führenden Anbieter papierbasierter Verpackungen schuf. Als Vorsitzender beaufsichtigte er zudem die Fusion der Smurfit Group mit der Kappa Packaging BV zur Smurfit Kappa Group, die 42.000 Mitarbeiter in 33 Ländern beschäftigt und 2009 einen Umsatz von sechs Milliarden Euro erzielte. Michael Smurfit hielt 2010 4,9 % Anteile an Smurfit Kappa. Ebenso ist er Direktor der Ballymore Group, einer Firma für Investments und Projektentwicklungen, und ist an diversen kleineren Unternehmen beteiligt.

## Privates
Smurfit ist Mitglied mehrerer Sportclubs und sozialer Vereinigungen in Irland, Großbritannien, den Vereinigten Staaten, Monaco und Spanien. Er ist Besitzer des K Club im County Kildare, welcher 2006 Austräger des 36. Ryder Cup war. Smurfit erwarb eine Yacht für 53 Millionen Euro und besitzt eine Kunstsammlung im Wert von über 50 Millionen Euro. 
Michael Smurfit hat zwei Töchter und vier Söhne und lebt in Monte Carlo. Er ist der Onkel der irischen Schauspielerin Victoria Smurfit. Sein Sohn Anthony P. J. Smurfit, ebenso wohnhaft in Monte Carlo, ist der aktuelle CEO der Smurfit Kappa Group.

## Auszeichnungen
Im Jahr 2005 wurde Smurfit zum Knight Commander des Order of the British Empire ernannt. Er ist irischer Honorarkonsul in Monaco und wurde von den Regierungen Kolumbiens, Frankreichs, des Vereinigten Königreichs, Italiens und Venezuelas geehrt. Führende internationale Universitäten würdigten seine philanthropische Arbeit und unternehmerischen Leistungen. Die Postgraduate Business School des University College Dublin, die Michael Smurfit Graduate School of Business, wurde für seine finanzielle Unterstützung nach ihm benannt.